# 哈尔塔尔
哈尔塔尔是奥地利施蒂利亚州穆尔河畔布鲁克县的一个市镇。总面积74.48平方公里，总人口339人，人口密度4.6人/平方公里（2001年）。